# Nikon Coolpix P4
Le Nikon Coolpix P4 est un appareil photographique numérique de type compact fabriqué par Nikon de la série de Nikon Coolpix.
|  |  |

Le P4 est identique, à la fonction Wi-Fi près, au Coolpix P3.

Commercialisé en mars 2006, le P4 est un appareil de forme ergonomique assurant une bonne prise de main, de dimensions réduites : 9,2 x 6,1 x 3,1 cm, d'une définition de 8,1 mégapixels et d'un zoom optique de 3,5x.
Sa portée minimum de la mise au point est de 30 cm, ramenée à 4 cm en mode macro.
Il est équipé d'une fonction "AF Priorité visage" qui permet d'avoir des portraits d'une bonne luminosité puisque l'appareil détecte les visages et réalise la mise au point dessus.

Il possède également le système "D-lighting" développé par Nikon qui permet éclaircir les zones sous-exposées d'une image directement à partir de l'appareil, ainsi que la fonction "Réduction du bruit" qui atténue le bruit automatiquement et le dispositif "VR" (Vibration Reduction) qui permet de supprimer le flou de bougé pendant l’enregistrement de clips vidéo ou d'image.
Il dispose d'une fonction "Buffer 5 vues" qui permet de visualiser les cinq dernières images d'une séquence de prise de vue et de sélectionner la meilleure image, tandis que la fonction "BSS" (Best Shot Selector) sélectionne parmi dix prises de vues successives, l'image la mieux exposée et l'enregistre automatiquement.
Son automatisme gère 16 modes Scène pré-programmés afin de faciliter les prises de vues (paysage, portrait, macro, musée, fête/intérieur, rétro-éclairage, plage/neige, portrait nuit, feu d'artifice, nocturne, aube/crépuscule, assistant de panorama, reproduction, sports, coucher de soleil).
L’ajustement de l'exposition est automatique et ne permet pas de mode manuel.
La balance des blancs se fait de manière automatique, mais également semi-manuel avec des options pré-réglées (lumière incandescent, tubes fluorescents, nuageux, éclair, lumière du jour, lumière teintée).
Son flash incorporé a une portée effective de 0,4 à 4 m et dispose de la fonction atténuation des yeux rouges et d'un dispositif d'éclairage AF.
Son mode rafale permet de prendre jusqu'à 1,8 images par seconde.
Ses principaux défauts sont un temps de réaction entre le moment où l'on appuie et ce que l'appareil enregistre, l'épaisseur de l'appareil et du bruit sur les images dès l'ISO 200.
Nikon a arrêté sa commercialisation en 2007.

## Caractéristiques
- Capteur CCD taille 1/1,8 pouce - 8,3 millions de pixels, effective: 8,1 millions de pixels
- Zoom optique: 3,5x, numérique: 4x
- Distance focale équivalence 35 mm: 36-126 mm
- Ouverture de l'objectif: F/2,7-F/5,2
- Vitesse d'obturation: 8 à 1/2000 seconde
- Sensibilité: ISO auto 50 à 400.
- Stockage: Secure Digital SD et MultiMedia Card MMC - mémoire interne de 23 Mo
- Définition image maxi: 3264x2448 au format JPEG
- Autres définitions: 2592x1944, 2048x1536, 1024x768 et 640x480
- Définitions vidéo: 160x120, 320x240 et 640x480 à 30 images par seconde au format Quicktime avec son.
- Connectique: USB 2.0, audio-vidéo composite
- Écran LCD de 2,5 pouces - matrice active TFT de 150 000 pixels
- Compatible PictBridge
- Batterie propriétaire rechargeable Lithium-ion type EN-EL5
- Poids: 170 g sans accessoires (batterie et carte mémoire)
- Finition: argent.